# Loxura batunensis
Loxura batunensis är en fjärilsart som beskrevs av Hans Fruhstorfer 1913. Loxura batunensis ingår i släktet Loxura och familjen juvelvingar. Inga underarter finns listade i Catalogue of Life.